# Inkubacja (choroba)
Inkubacja, czyli wylęganie (z łac. incubare „wysiadywać”) – etap rozwoju choroby od czasu zakończenia infekcji do wystąpienia pierwszych objawów chorobowych. Jest charakterystyczny dla chorób infekcyjnych, wywołanych przez patogeny. Na tym etapie rozwoju choroby opanowują one stopniowo tkanki żywiciela.

## Inkubacja chorób roślin
Drogi inkubacji
Choroby roślin wywołują takie  patogeny, jak: fitoplazmy, wirusy, wiroidy, bakterie, pierwotniaki, chromisty i grzyby. Fitoplazmy rozwijają się w rurkach sitowych i w nich także się rozprzestrzeniają. Wiroidy i wirusy rozprzestrzeniają się przez plazmodesmy i wiązki przewodzące. Bakterie rozprzestrzeniają się w tkankach miękiszowych i przewodzących. Grzyby rozwijają się głównie w przestworach międzykomórkowych i wewnątrz komórek, czasami także na powierzchni roślin. Na powierzchni roślin powstają wytwarzane przez grzybnię oznaki etiologiczne (np. owocniki i konidiomy). 
Bakterie i grzyby rozprzestrzeniają się szybciej ku wierzchołkowi rośliny, wirusy natomiast w kierunku odwrotnym – ku dołowi.
Czas trwania inkubacji
Zależy od gatunku patogenu, gatunku żywiciela i jego podatności na dany patogen, oraz od warunków środowiska, szczególnie temperatury. Dla wirusów wynosi on od kilku dni do kilku tygodni, dla grzybów od kilku dni do kilku miesięcy. Okres inkubacji i podatność na patogeny zależy także od wieku rośliny. Rośliny młode są bardziej podatne na choroby wirusowe, niż rośliny stare, w przypadku grzybów natomiast często bardziej podatne są rośliny starsze i starsze części roślin.
Porażenie bezobjawowe
Nazywane jest także porażeniem utajonym lub latentnym. Polega na braku objawów chorobowych, mimo zainfekowania organizmu. Występuje w przypadku, gdy patogen jest mało agresywny, żywiciel cechuje się dużą odpornością na dany patogen, lub czynniki środowiska nie sprzyjają patogenowi. Gdy jednak zmienią się czynniki ograniczające rozwój patogenu, np. zmienią się korzystnie dla niego czynniki środowiska, lub zwiększy się podatność rośliny (np.  wyniku dojrzewania, czy osłabienia przez inne patogeny), uśpiony patogen uaktywnia się.  Tak np. objawy fuzariozy wywołanej przez Fusarium oxysporum pojawiają się  zazwyczaj dopiero w drugiej połowie czerwca. Roślina została przez ten patogen zainfekowana dużo wcześniej, ale jest on ciepłolubny i niskie temperatury nie pozwalają na jego rozwój i tkwił on w roślinie w uśpieniu.